# Prostituição na Guiana
Prostituição na Guiana é ilegal, mas amplamente disseminada. A legislação sobre prostituição é antiquada e data da era colonial. A aplicação da lei é inconsistente e profissionais do sexo relatam violência e abuso por parte da polícia. Muitas recorrem à prostituição por razões econômicas e pela falta de outras oportunidades de emprego. A prostituição continua recebendo maior atenção pública devido à alta incidência de HIV/AIDS entre profissionais do sexo. A prostituição no país é dividida em três tipos: “uptown”, atendendo clientes abastados; “downtown”, atendendo a classe trabalhadora; e localidades de mineração. O UNAIDS estima que haja 6 000 profissionais do sexo no país.
As profissionais do sexo frequentemente alugam quartos em hotéis e atraem clientes no bar do hotel ou fora dele. Dançarinas em estabelecimentos de lap dance e Strip-tease às vezes oferecem serviços sexuais como complemento.
Na capital, Georgetown, profissionais do sexo às vezes visitam cargueiros atracados, com permissão do capitão, para atender as tripulações.

## Situação legal
A prostituição não é especificamente proibida pela legislação guianense, mas o termo “common nuisance” na seção 356 da Criminal Law (Offences) Act de 1893 é interpretado como incluindo a prostituição. A seção 357 torna ilegal manter ou administrar uma “common bawdy house” (bordel).

Título 26 – Incômodos e casas de diversão
356. Todo aquele que cometer qualquer incômodo comum que coloque em perigo a vida, a segurança ou a saúde do público, ou que cause dano a qualquer indivíduo, será considerado culpado de contravenção e sujeito a pena de prisão de dois anos.
357. Todo aquele que:
(a) mantiver ou administrar uma common bawdy house; ou
(b) mantiver ou administrar uma common ill-governed or disorderly house;
será considerado culpado de contravenção e sujeito a pena de prisão de dois anos.

A Combating Trafficking of Persons Act de 2005 proíbe todas as formas de tráfico e estabelece penas que variam de três anos a prisão perpétua.

### Apelos pela descriminalização
Em 2014, a organização de trabalhadoras sexuais “Guyana Sex Worker Coalition” e várias organizações não governamentais (ONGs) defenderam a legalização da prostituição e a regularização do trabalho sexual. O objetivo era acabar com a discriminação e o abuso contra profissionais do sexo e garantir a elas pleno acesso aos serviços de saúde. As ONGs incluíram Youth Challenge Guyana e Society Against Sexual Orientation Discrimination.

## Mineração
Há uma indústria de mineração de ouro no interior da Guiana. Mulheres, muitas vezes de vilarejos maroons e ameríndios, deslocam-se para a região para atender às necessidades sexuais dos garimpeiros. As mulheres trabalham em estruturas temporárias de madeira, zinco ou lona, chamadas kiamoos!, que consistem em uma série de quartos, apenas grandes o suficiente para uma cama, onde as mulheres vivem e atendem clientes. Mulheres da costa também viajam para as minas, geralmente por períodos de dois ou três meses. Quando há um “shout” (grande descoberta), o número de profissionais do sexo ao redor da mina aumenta.
Há também minas de bauxita e diamantes no país, que também atraem profissionais do sexo. No entanto, a desaceleração da indústria de bauxita no início dos anos 2000, e a consequente redução do emprego e do poder de compra dos homens, levou a um grande declínio no número de trabalhadoras sexuais nessas minas. Há evidências de mulheres sendo traficadas para trabalhar como prostitutas nas minas.

## HIV
Ver também
HIV é um problema no país; porém, graças aos esforços do governo guianense e de organizações internacionais, a situação está sendo controlada. A epidemia atingiu seu pico em torno de 2006, e em 2016 estimava-se que 1,6 % da população adulta fosse afetada. Entre outras medidas, incluindo a educação sobre HIV, foi iniciado um programa de distribuição de camisinhas. As profissionais do sexo são um grupo de alto risco. A incidência de HIV entre profissionais do sexo caiu ao longo dos anos: 47 % em 1997, 27 % em 2004, 16 % em 2010 e 6,1 % em 2016.

## Tráfico sexual
Ver também
Guiana é um país de origem e destino para homens, mulheres e crianças submetidos ao tráfico sexual. Mulheres e crianças da Guiana, Brasil, República Dominicana, Suriname e Venezuela são vítimas de tráfico sexual em comunidades de mineração no interior e áreas urbanas. Embora o tráfico sexual ocorra em comunidades de mineração, a presença limitada do governo no interior do país torna o alcance total do tráfico desconhecido. As crianças são particularmente vulneráveis ao tráfico sexual. Cidadãos guianenses são submetidos ao tráfico sexual na Jamaica, no Suriname e em outros países do Caribe. Alguns policiais são coniventes com crimes de tráfico, e a corrupção dificulta os esforços anti-tráfico.
Em 2017, o Departamento de Estado dos Estados Unidos elevou a Guiana de país do Nível 2 para o Nível 1 no Relatório de Tráfico de Pessoas, após os maiores esforços do governo guianense para combater o tráfico de pessoas.